# SCGB1D2
SCGB1D2‏ (Secretoglobin family 1D member 2) هوَ بروتين يُشَفر بواسطة جين SCGB1D2 في الإنسان.